# Відок (ван Пекче)
Відок (кор. 위덕왕, 威德王, Wideok-wang, Widŏk-wang; 525-598) — корейський ван, двадцять сьомий правитель держави Пекче періоду Трьох держав.

## Походження
Був сином вана Сона. Брав участь у поході батька 554 року проти Сілли, війська якої, порушивши союзну угоду, здійснили напад на долину річки Хан. Під час однієї з битв ван Сон загинув, а престол успадкував Відок.

## Правління
За правління вана Відока Пекче була майже непомітною на тлі своїх головних суперників, держав Сілла й Когурьо, які виснажували кордони Пекче постійними нападами.
Задля уникнення ізоляції та зміцнення центральної влади в боротьбі за вплив з місцевими аристократичними кланами Відок підтримував тісні зв'язки з китайськими династіями Чень, Північна Ці та Суй.
На тлі дружби з китайськими державами відбулась відносна відлига у відносинах із Когурьо. Втім, коли 598 року ван Відок надав військову допомогу правителю династії Суй в його поході проти Когурьо, остання відновила свої напади на північні кордони Пекче.
598 року ван Відок помер. Престол після його смерті успадкував другий син Сона, Хе.